# 185638 Ервіншваб
185638 Ервіншваб (185638 Erwinschwab) — астероїд головного поясу, відкритий 1 березня 2008 року.
Тіссеранів параметр щодо Юпітера — 3,520.